# Техникум (платформа)
Те́хникум (укр. Технікум) — платформа в Крыму.
Расположена на линии Остряково—Евпатория-Курорт между станцией Прибрежная (1 км) и станцией Саки (8 км) в селе Прибрежное Сакского района Крыма.
На платформе останавливаются пригородные электропоезда только в летний период. Пригородных билетных касс нет.

## Деятельность
На платформе останавливаются 3 пары электропоездов сообщением Симферополь — Евпатория.